# Alfabeto cirillico arcaico
L'alfabeto cirillico arcaico fu un sistema di scrittura sviluppato nel X secolo d.C. durante il Primo Impero bulgaro per trascrivere la lingua liturgica usata dalla chiesa ortodossa, l'antico slavo ecclesiastico.
Avendo adottato il cristianesimo come religione ufficiale di stato nell'864, lo knjaz' (князь, "principe") Boris I commissionò la creazione dell'alfabeto. Costantino di Preslav, appartenente alla omonima scuola, sviluppò il nuovo alfabeto e lo nominò in onore del suo maestro san Cirillo che in precedenza, insieme a suo fratello san Metodio, aveva probabilmente sviluppato l'alfabeto glagolitico, un alfabeto slavo anteriore redatto durante il loro periodo di permanenza alla corte morava del principe Rostislav (863-866 d.C.), che avrebbe influenzato, specie attraverso l'opera del polŭgrecŭ (cioè "metà greco", causa la sua origine) Simeone I (886 d.C.), l'alfabeto cirillico arcaico. Il nuovo alfabeto mostra anche influenze dell'alfabeto greco, latino ed anche dell'alfabeto ebraico.
Nei secoli successivi, l'alfabeto cirillico seguì i cambiamenti delle lingue parlate, sviluppando variazioni regionali per adattarsi alle caratteristiche delle lingue nazionali e fu oggetto di riforme accademiche e decreti politici. Da esso si svilupparono così tutte le versioni moderne dell'alfabeto cirillico.

## L'alfabeto
| Lettera | Unicode   | Nome (cirillico) | Nome (traslitterato) | Traslitterazione | Note       | IPA          |
| ------- | --------- | ---------------- | -------------------- | ---------------- | ---------- | ------------ |
|         | А а       | АЗЪ              | azǔ                  | a                |            | /a/          |
|         | Б б       | БѸКИ             | buky                 | b                |            | /b/          |
|         | В в       | ВѢДИ             | vědi                 | v                |            | /v/          |
|         | Г г       | ГЛАГОЛИ          | glagoli              | g                |            | /g/ o /ɣ/    |
|         | Д д       | ДОБРО            | dobro                | d                |            | /d/          |
|         | Є є       | ЄСТЬ             | estǐ                 | e                |            | /ɛ/          |
|         | Ж ж       | ЖИВѢТЄ           | živěte               | ž                |            | /ʒ/          |
|         | Ѕ ѕ       | ЅѢЛО             | dzělo                | dz,              |            | /d͡ʑ/         |
|         | З з       | ЗЄМЛIА           | zeml'ja              | z                | [ Nota 1 ] | /z/          |
|         | И и       | ИЖЄ              | iže                  | i                | /iː/       |              |
|         | І і / Ї ї | И                | i                    | i, I             |            | /i/          |
|         | К к       | КАКО             | kako                 | k                |            | /k/          |
|         | Л л       | ЛЮДИѤ            | ljudije              | l                | /l/        |              |
|         | М м       | МЫСЛИТЄ          | mūslite              | m                | /m/        |              |
|         | Н н       | НАШЬ             | našǐ                 | n                |            | /n/ o /ɲ/    |
|         | О о       | ОНЪ              | onǔ                  | o                |            | /o/          |
|         | П п       | ПОКОИ            | pokoi                | p                |            | /p/          |
|         | Р р       | РЬЦИ             | rǐci                 | r                |            | /r/          |
|         | С с       | СЛОВО            | slovo                | s                |            | /s/          |
|         | Т т       | ТВРЬДО           | tvrǐdo               | t                |            | /t/          |
|         | Ѹ ѹ       | ѸКЪ              | ukǔ                  | u                | [ Nota 2 ] | /u/          |
|         | Ф ф       | ФРЬТЪ            | frǐtǔ                | f                |            | /f/          |
|         | Х х       | ХѢРЪ             | xěrǔ                 | x                |            | /x/          |
|         | Ѡ ѡ       | ѠЪ               | otǔ                  | ō                |            | /ɔ/          |
|         | Ц ц       | ЦИ               | ci                   | c                |            | /t͡ɕ/         |
|         | Ч ч       | ЧРЬВЬ            | črevĭ                | č                | /tʃ/       |              |
|         | Ш ш       | ША               | ša                   | š                |            | /ʃ/          |
|         | Щ щ       | ЩА               | šta                  | št, šč           |            | /ʃt/ o /ʃtʃ/ |
|         | Ъ ъ       | ѤРЪ              | jerǔ                 | ǔ                |            | /ʼ/          |
|         | Ы ы       | ѤРЫ              | jerū                 | ū, y             |            | /ɨ/          |
|         | Ь ь       | ѤРЬ              | jerǐ                 | ǐ                |            | /ˈ/          |
|         | Ѣ ѣ       | ІАТЬ             | jatǐ                 | ě                |            | /æ/          |
|         | Ю ю       | Ю                | ju                   | ju               |            | /ʲu/ o /ju/  |
|         | Я я       | ІА               | ja                   | ja               |            | /ja/         |
|         | Ѧ ѧ       | ѦСЪ              | ęsǔ                  | ę, ẽ             | [ Nota 3 ] | /ɛ̃/          |
|         | Ѩ ѩ       | ѨСЪ              | jęsǔ                 | ję, jẽ           | [ Nota 4 ] | /jɛ̃/         |
|         | Ѫ ѫ       | ѪСЪ              | ǫsǔ                  | ǫ, õ             | [ Nota 5 ] | /ɔ̃/          |
|         | Ѭ ѭ       | ѬСЪ              | jǫsǔ                 | jǫ, jõ           | [ Nota 6 ] | /jɔ̃/         |
|         | Ѯ ѯ       | ѮИ/КСИ           | ksi                  | ks               |            | /ks/         |
|         | Ѱ ѱ       | ѰИ/ПСИ           | psi                  | ps               |            | /ps/         |
|         | Ѳ ѳ       | ѲИТА/ФИТА        | fita                 | θ, t, f          |            | /θ/          |
|         | Ѵ ѵ       | ИЖИЦА            | ižica                | ü                |            | /ʏ/          |
|         | Ѥ ѥ       | Ѥ                | je                   | je               |            | /je/         |
|         | Ћ ћ       | ДѤРВ             | đerv, djerv          | đ, dj            | [ Nota 7 ] | /dj/         |
|         | Ѿ ѿ       | ОТЪ              | otǔ                  | ōt,              |            | /ɔt/         |
|         |           |                  |                      |                  | [ Nota 8 ] |              |

## Numerali, diacritici e punteggiatura
Ogni lettera ha anche un valore numerico, caratteristica ereditata dall'alfabeto greco. Un titlo sopra una sequenza di lettere indicava il loro uso come numerali.
Una serie di diacritici, adottati dall'ortografia politonica greca venivano utilizzati nella scrittura (i diacritici possono non apparire correttamente in tutti i browser, dovrebbero apparire direttamente sopra le lettere, non al di fuori od in alto a destra):
- а´  oksia, indica una sillaba accentata (Unicode U+1FFD), simile ad un accento acuto
- а`  varia, indica che l'accento cade sull'ultima sillaba (U+1FEF), simile ad un accento grave
- а҄  kamora, indica la palatalizzazione (U+0484)
- а҅  dasy pneuma, segno di una forte aspirazione (U+0485)
- а҆  zvatel'ce, o psilon pneuma, segno di una debole aspirazione (U+0486)
- а҃  titlo, indica le abbreviazioni, o l'uso delle lettere come numerali (U+0483)
- ӓ  trema, una dieresi (U+0308)
- а҆´  Un zvatel'ce ed un oksia combinati, chiamato iso.
- а҆`  Un zvatel'ce ed un varia combinati, chiamato apostrofo.

Segni d'interpunzione:
- ·  ano teleia (U+0387), un punto a media altezza usato come separatore tra le parole
- ,  virgola (U+002C)
- .  punto fermo (U+002E)
- ։  punto armeno (U+0589), simile ad una colonna
- ჻  separatore georgiano tra paragrafi (U+10FB)
- ⁖  colonna triangolare (U+2056, aggiunta in Unicode 4.1)
- ⁘  colonna a diamante (U+2058, aggiunta in Unicode 4.1)
- ⁙  colonna quintupla (U+2059, aggiunta in Unicode 4.1)
- ;  punto interrogativo greco (U+037E), simile ad un punto e virgola.
- !  punto esclamativo (U+0021)